# Xymene pulcherrimus
Xymene pulcherrimus är en snäckart som först beskrevs av Harold John Finlay 1930.  Xymene pulcherrimus ingår i släktet Xymene och familjen purpursnäckor. Inga underarter finns listade i Catalogue of Life.